# Escriptura safaítica
L'escriptura safaítica (en àrab: صفائية Ṣafāʾiyyah) és una varietat de l'escriptura semítica del sud utilitzada pels nòmades del desert de basalt del sud de Síria i el nord de Jordània, anomenada Harrah, en inscripcions en roca en dialectes de l'àrab antic i l'àrab antic septentrional. L'alfabet safaític és un membre del subgrup de l'antiga Aràbia del Nord i de l'escriptura semítica del sud, la unitat originària del qual encara no ha estat demostrada.

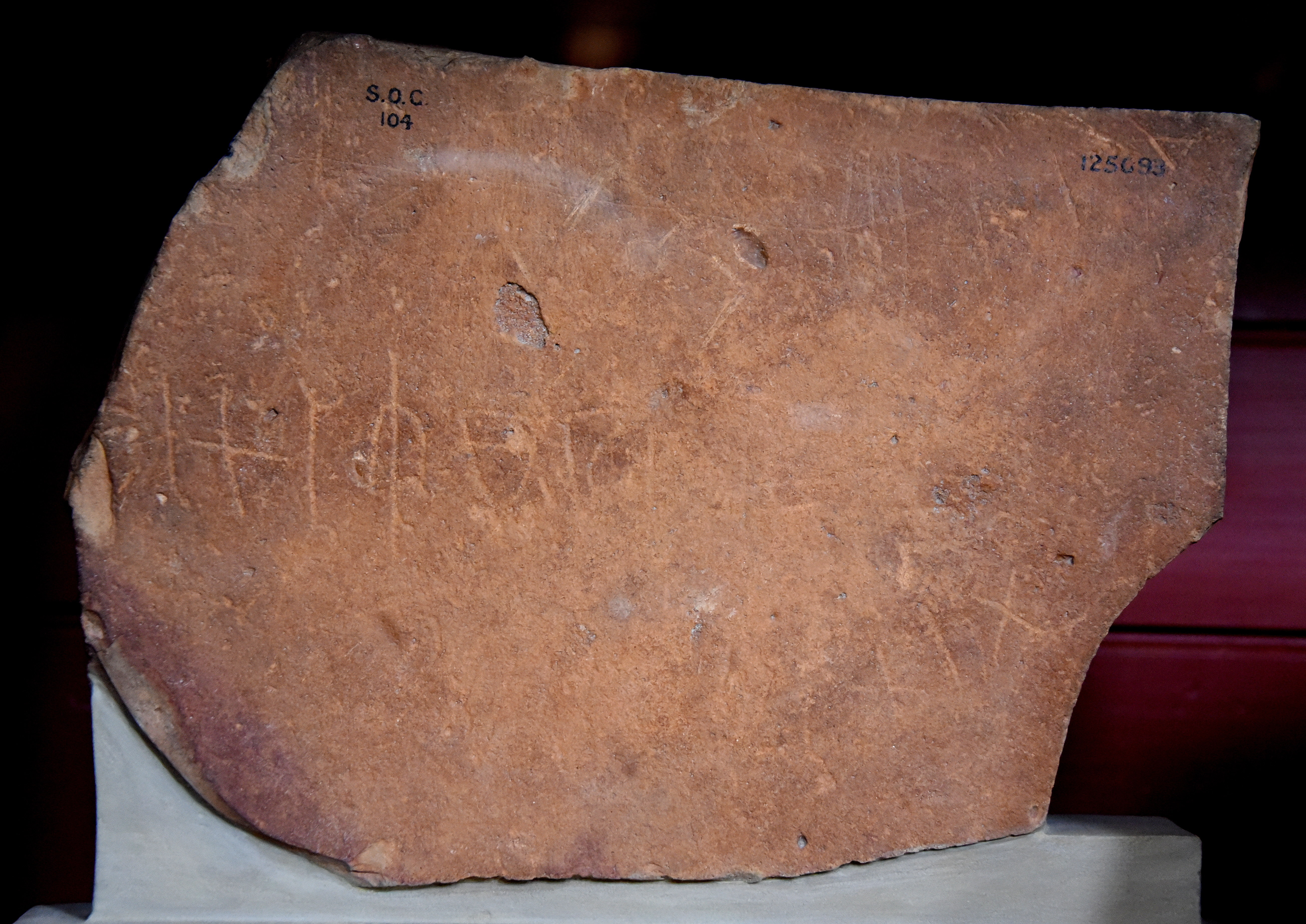
Escriptura safaítica amb la figura d'un camell en un fragment de gres roig, d'as-Safà, actualment encara al Museu Britànic

## Distribució geogràfica
L'adjectiu «safaític» prové d'as-Safà, l'àrea on es va descobrir aquesta escriptura al 1857. És una regió del Desert de Síria basàltica, al sud-est de Damasc, la capital siriana. Des de llavors, s'han trobat textos en una àmplia àrea del sud de Síria, l'est de Jordània i el nord-oest d'Aràbia Saudita. Algun exemple aïllat d'aquesta escriptura es pot trobar més lluny, com ara a Palmira a Síria, al Líban, al Wadi Hauran, a l'oest de l'Iraq i a Hail, al centre nord d'Aràbia Saudita. La major concentració sembla ser a Harrat al-Shamah, cap al sud i est des de Djebel al-Druze a través de Jordània i cap a Aràbia Saudita. S'han trobat unes 30.000 inscripcions, tot i que sens dubte molts centenars de milers més en resten per descobrir a causa de la llunyania i la naturalesa inhòspita del terreny on són. En general, les inscripcions es troben en roques disperses al desert o en pedres de cairns. En molts casos no és clar si les inscripcions als cairns són anteriors o posteriors a la seua construcció.
S'ha trobat una petita quantitat d'inscripcions safaítiques fora d'Harrat al-Sham, com ara a Palmira, Hijaz, Líban i Pompeia.

## Escriptura
L'alfabet safaític conté 28 lletres. Se'n coneixen diversos abecedaris (llistes d'alfabet), però tots estan escrits en diferents ordres, i això fa pensar que l'escriptura es va aprendre casualment en comptes d'ensenyar-se sistemàticament.
L'alfabet safaític mostra una variabilitat considerable en formes de lletres i estils. Les inscripcions apareixen en quasi qualsevol direcció i no hi ha divisió de paraules. Hi ha dues variants principals de l'escriptura: normal i quadrada. La variant normal té un alt grau de variació, depenent de la mà dels autors i l'instrument usat per a escriure. La variant quadrada sembla una variant estilística deliberada, i empra formes més angulars en les lletres. Les inscripcions poques vegades empren variants quadrades de manera consistent, i barregen aquestes formes amb formes de lletres normals. També, una minoria d'inscripcions exhibeix una barreja de formes de lletres safaítiques i hismaiques.

## Llengua
La classificació lingüística dels dialectes expressats en escriptura safaítica continua sent debatuda. La visió tradicional sostenia que, pel fet que les inscripcions safaítiques sovint fan ús d'un article definit, en contrast amb l'àrab clàssic, el seu idioma no s'ha de considerar àrab, sinó més aviat com a aràbic septentrional antic. Tanmateix, a mesura que han anat trobant-se més inscripcions, clarament els dialectes safaítics fan ús d'una varietat de formes definides d'articles, com ara 'al, i fins i tot un simple 'a-. Aquesta opinió sosté que els dialectes testificats en l'escriptura safaítica representen un continu lingüístic, en què es troben l'àrab clàssic i altres formes més antigues de la llengua.

## Contingut
La majoria d'inscripcions safaítiques són grafits que reflecteixen les preocupacions de l'autor o autora: la disponibilitat de pasturatge per al ramat de camells, el duel pel descobriment d'una altra inscripció per part d'una persona que va morir, o simplement n'enumera la genealogia i declara qui ha fet la inscripció. Altres comenten batudes i resen pel botí, o esmenten pràctiques religioses. S'han reconegut algunes inscripcions fetes per dones. Les inscripcions a vegades s'acompanyen d'art rupestre, amb escenes de caça o batalla, camells i cavalls i genets, escenes de campaments beduïns o figures femenines.